# Governatore generale
Un governatore generale è il rappresentante reale di un monarca in uno o più territori indipendenti. Il termine è stato utilizzato con varie connotazioni nel corso della storia in diversi regni europei e nelle loro colonie in altri continenti. Simile è il titolo di vicerè.

## Attuali

### Commonwealth
Attualmente, il governatore generale è il rappresentante del monarca nei territori indipendenti del Commonwealth condivisi dal re o dalla regina del Regno Unito. Il titolo ha avuto origine dalle colonie britanniche che divennero "domini" dell'Impero britannico, come l'Australia, il Canada e la Nuova Zelanda. Dagli anni '50, il titolo di governatore generale (governor general o governor-general) è stato dato a tutti i rappresentanti del monarca in tutti gli altri paesi indipendenti del Commonwealth il cui capo di stato è il monarca britannico. In questi casi il titolo e le funzioni del sovrano coloniale furono trasformati in un rappresentante costituzionale del monarca piuttosto che in un simbolo del dominio coloniale.

#### Elenco
| Stato / Dipendenza        | Titolo                                            | Carica istituita |
| ------------------------- | ------------------------------------------------- | ---------------- |
| Antigua e Barbuda         | Governatore generale di Antigua e Barbuda         | 1981             |
| Australia                 | Governatore generale dell'Australia               | 1901             |
| Bahamas                   | Governatore generale delle Bahamas                | 1973             |
| Barbados                  | Governatore generale di Barbados                  | 1966-2021        |
| Belize                    | Governatore generale del Belize                   | 1981             |
| Canada                    | Governatore generale del Canada                   | 1867             |
| Ceylon                    | Governatore generale di Ceylon                    | 1948-1972        |
| Figi                      | Governatore generale delle Figi                   | 1970-1987        |
| Gambia                    | Governatore generale del Gambia                   | 1965-1970        |
| Giamaica                  | Governatore generale della Giamaica               | 1962             |
| Guyana                    | Governatore generale della Guyana                 | 1966-1970        |
| India Britannica          | Governatore generale dell'India                   | 1833-1950        |
| Isole Salomone            | Governatore generale delle Isole Salomone         | 1978             |
| Kenya                     | Governatore generale del Kenya                    | 1963-1964        |
| Mauritius                 | Governatore generale di Mauritius                 | 1968-1992        |
| Nigeria                   | Governatore generale della Nigeria                | 1960-1963        |
| Nuova Zelanda             | Governatore generale della Nuova Zelanda          | 1907             |
| Papua Nuova Guinea        | Governatore generale di Papua Nuova Guinea        | 1975             |
| Saint Kitts e Nevis       | Governatore generale di Saint Kitts e Nevis       | 1983             |
| Saint Lucia               | Governatore generale di Saint Lucia               | 1979             |
| Saint Vincent e Grenadine | Governatore generale di Saint Vincent e Grenadine | 1979             |
| Sierra Leone              | Governatore generale della Sierra Leone           | 1961-1971        |
| Tanganica                 | Governatore generale del Tanganica                | 1961-1962        |
| Trinidad e Tobago         | Governatore generale di Trinidad e Tobago         | 1962-1976        |
| Tuvalu                    | Governatore generale delle Tuvalu                 | 1978             |
| Uganda                    | Governatore generale dell'Uganda                  | 1962-1963        |
| Sudafrica                 | Governatore generale dell'Unione Sudafricana      | 1910-1961        |

### Iran
L'unica altra nazione che attualmente usa il termine "governatore generale" è l'Iran per riferirsi alle autorità provinciali nominate dal ministro dell'Interno (استاندار ostandar, in persiano).

## Storici

### Governatore generale della Corona d'Aragona
Il governatore generale era una posizione creata nella Corona d'Aragona intorno alla metà del XIV secolo per sostituire il procuratore generale. Era vincolato all'erede della corona, al figlio maggiore o, se non ce n'era, a un figlio. Aveva carattere universale su tutti i regni che componevano la corona e la sua giurisdizione era emanata dalla legge e non per nomina. Aveva a disposizione una cancelleria composta da un cancelliere, un vicecancelliere, degli alguacil e una scrivania. Scomparve all'inizio del XVI secolo, venendo sostituito dai luogotenenti generali e dalle audiencie. Come governatore generale aveva a sua disposizione diversi governatori o delegati.
Poiché aveva una propria corte, il governatore generale aveva anche una propria audiencia come governatore generale, separata dalla corte reale. Questa audiencia era un organo unico per l'intera Corona d'Aragona ed era quindi itinerante. Fu riformata da Ferdinando II come tutto il resto dell'amministrazione giudiziaria.

### Governatori generali dell'Impero spagnolo
Nell'Impero spagnolo, un governatore generale (gobernador general) era una carica di governo nominata dal re o dal viceré in uno dei qualsiasi possedimenti, in particolare, ma non esclusivamente, nelle capitanerie generali.

### Governatori generali dei possedimenti francesi
Il governo francese nominò diversi governatori generali (governeur general) per amministrare le sue colonie d'oltremare, in particolare l'Indocina francese (ora Vietnam, Laos e Cambogia) e altre colonie africane.

### Governatori generali dei Paesi Bassi
Dal 1691 al 1948, il Regno dei Paesi Bassi nominò un governatore generale (gouverneur generaal) per governare le Indie orientali olandesi (ora Indonesia). Nei Caraibi furono usati altri titoli, sebbene a Curaçao ci fossero tre governatori generali tra il 1816 e il 1820.

### Governatori generali delle Filippine
Le Filippine erano amministrate da un governatore generale (gobernador general) sotto la giurisdizione dell'Impero spagnolo e, dopo la guerra ispano-americana, il governo degli Stati Uniti ne nominò uno (governor general) fino all'indipendenza delle isole.